# 임천 유태사 묘
임천 유태사 묘는 충청남도 부여군 임천면에 있다. 1992년 5월 6일 부여군의 향토문화유산 제8호로 지정되었다.

## 개요
임천 유태사 묘는 고려 개국공신 유금필 장군의 위패를 모신 사당이다. 

## 현지 안내문
이 곳은 고려 개국공신 유금필 장군의 위패를 모신 사당이다.
유금필장군은 황해도 평주사람으로 923년에 마군장군이 되어 골암진에 침입한 북번을 평정하였으며, 그 뒤 후삼국을 통일하는데 큰 공을 세웠다. 후백제 섬멸 뒤 남방을 다스릴 때 고려 태조를 만나러 가다가 임천에 머무르게 되었는데, 이 곳 패잔병들의 노략질이 심하고 나쁜 병과 흉년까지 겹쳐 민심이 흉흉하게 되었다. 이 때 군량을 나누어 주고 둔전을 운영하여 민심을 수습하고 선정을 베푸니 임천 백성들이 감사하며 산 사당을 세워 장군의 공덕을 기리고 해마다 제사를 올려왔다. 
941년 장군이 죽자 고려 태조가 '충절'이라는 시호를 내렸고, 그 뒤 성종이 '태사유공지묘'라는 어필 현관을 내렸다.

## 같이 보기
- 유금필